# Forcepsioneura grossiorum
Forcepsioneura grossiorum là loài chuồn chuồn trong họ Protoneuridae. Loài này được Machado mô tả khoa học đầu tiên năm 2005.